# 2003 في إيطاليا
فيما يلي قوائم الأحداث التي وقعت خلال عام 2003 في إيطاليا.

## أحداث
- 28 سبتمبر – أزمة الكهرباء في إيطاليا عام 2003

## سياسة

### انتهاء فترة المنصب
- 24 يناير – جياني أنيللي عضو مجلس الشيوخ مدى الحياة.

## رياضة
- 1 يناير – ميلان-سان ريمو 2003 الفائزون باولو بتيني، لوكا باوليني، ميركو سيليستينو.

## أفلام
من الأفلام التي صدرت هذه السنة في إيطاليا:
- 1 يناير – حالمون من إخراج برناردو برتولوتشي.
- 12 مايو – الأرض المحايدة من إخراج دانيس تانوفيتش.
- 19 مايو – دوجفيل من إخراج لارس فون ترايير.
- 13 أغسطس – فريدي ضد جايسون من إخراج روني يو.
- 20 ديسمبر – عصابات نيويورك من إخراج مارتن سكورسيزي.
- 25 ديسمبر – الجبل البارد من إخراج أنتوني مانغيلا.

## مواليد

### يونيو
- 23 يونيو – ماريا كارولينا أميرة بوربون ممثلة إيطالية.

## وفيات

### يناير
- 1 يناير – جورجو غابر (مواليد 1939)[1]
- 24 يناير – جياني أنيللي (مواليد 1921) رئيس نادي يوڤنتوس السابق.[2]

### فبراير
- 24 فبراير – ألبرتو سوردي (مواليد 1920) ممثل إيطالي.[3]

### مارس
- 21 مارس – فرناندو كاركوبينو (مواليد 1922) رسام ورسام الكاريكاتير الإيطالية.
- 29 مارس – كارلو أورباني (مواليد 1956) طبيب إيطالي.

### أبريل
- 10 أبريل – فرانكو فالي (مواليد 1940) ملاكم إيطالي.

### مايو
- 21 مايو – فيليس أورلاندي (مواليد 1925)[4]
- 27 مايو – بيريو (مواليد 1925) ملحن إيطالي.[5]

### يوليو
- 31 يوليو – غويدو كريباكس (مواليد 1933)[6]

### سبتمبر
- 25 سبتمبر – فرانكو موديلياني (مواليد 1918)[7]
- 30 سبتمبر – جينو فالي (مواليد 1923) مهندس معماري إيطالي.

### أكتوبر
- 19 أكتوبر – نيلو باجاني (مواليد 1911)

### نوفمبر
- 26 نوفمبر – أندريا بونومي (مواليد 1923) لاعب كرة قدم إيطالي.
- 27 نوفمبر – ريكاردو ماليبييرو (مواليد 1914) موسيقي إيطالي.[8]